# Episodi di American Dad! (tredicesima stagione)
La tredicesima stagione di American Dad! è andata in onda negli Stati Uniti dal 25 gennaio al 27 giugno 2016 su TBS.
In Italia 18 dei 22 episodi della stagione sono andati in onda dal 4 al 28 luglio 2016 su Italia 1. 
 L'episodio 10 era previsto per il 15 luglio 2016, ma è stato sostituito all'ultimo da una edizione straordinaria di Studio Aperto per gli attentati terroristici di Nizza, poi recuperato il 29 maggio 2017. Curiosamente gli episodi 15 e 16, nonostante siano un episodio diviso in due parti, non sono stati trasmessi uno successivo all'altro: il primo è stato trasmesso il 25 luglio 2016 su Italia 1, mentre il secondo è stato trasmesso il 31 maggio 2017 su Italia 2 in occasione della replica completa della stagione. Gli episodi 21 e 22 sono stati recuperati dopo la mezzanotte del 10 e del 17 ottobre 2017 su Italia 1 alle 01:05.
In Italia la stagione completa è stata trasmessa dal 4 luglio 2016 al 18 ottobre 2017, mentre dall'11 agosto 2021 è stata pubblicata integralmente sulla piattaforma Disney+.
| N° | Codice di produzione | Titolo italiano                                       | Titolo originale                                                 | Prima TV USA     | Prima TV Italia |
| -- | -------------------- | ----------------------------------------------------- | ---------------------------------------------------------------- | ---------------- | --------------- |
| 1  | AAJN01               | Le radici di Stan                                     | Roots                                                            | 25 gennaio 2016  | 4 luglio 2016   |
| 2  | AAJN02               | Le avventure acquatiche di Steve Smith                | The Life Aquatic with Steve Smith                                | 1º febbraio 2016 | 5 luglio 2016   |
| 3  | AAJN03               | Il sorriso di Hayley                                  | Hayley Smith, Seal Team Six                                      | 8 febbraio 2016  | 6 luglio 2016   |
| 4  | AAJN04               | N.S.A. Vs. CIA                                        | N.S.A. (No Snoops Allowed)                                       | 15 febbraio 2016 | 7 luglio 2016   |
| 5  | AAJN05               | Come Keanu Reeves in Point Break                      | Stan Smith as Keanu Reeves as Stanny Utah in Point Breakers      | 22 febbraio 2016 | 8 luglio 2016   |
| 6  | AAJN07               | Il bacio del secolo                                   | Kiss Kiss Cam Cam                                                | 29 febbraio 2016 | 11 luglio 2016  |
| 7  | AAJN08               | Il calendario della CIA                               | The Devil Wears a Lapel Pin                                      | 7 marzo 2016     | 12 luglio 2016  |
| 8  | AAJN09               | Mister Deliver                                        | Stan-Dan Deliver                                                 | 14 marzo 2016    | 13 luglio 2016  |
| 9  | AAJN11               | Giornalista per caso                                  | Anchorfran                                                       | 21 marzo 2016    | 14 luglio 2016  |
| 10 | AAJN10               | I duecento                                            | The Two Hundred                                                  | 28 marzo 2016    | 29 maggio 2017  |
| 11 | AAJN06               | I non inclusi                                         | The Unincludeds                                                  | 11 aprile 2016   | 18 luglio 2016  |
| 12 | AAJN12               | La moglie del dentista                                | The Dentist's Wife                                               | 18 aprile 2016   | 19 luglio 2016  |
| 13 | AAJN13               | Il gioco delle vedove                                 | Widow's Pique                                                    | 25 aprile 2016   | 21 luglio 2016  |
| 14 | AAJN14               | La galassia immaginaria                               | The Nova Centauris-burgh Board of Tourism Presents: American Dad | 2 maggio 2016    | 20 luglio 2016  |
| 15 | AAJN15               | Daesong Industria Pesante                             | Daesong Heavy Industries                                         | 9 maggio 2016    | 25 luglio 2016  |
| 16 | AAJN16               | Daesong Industria Pesante: Ritorno all'innocenza      | Daesong Heavy Industries II: Return to Innocence                 | 16 maggio 2016   | 31 maggio 2017  |
| 17 | AAJN17               | Cambio-mano melograno: La ballata di Billy Jesusworth | Criss-Cross Applesauce: The Ballad of Billy Jesusworth           | 23 maggio 2016   | 22 luglio 2016  |
| 18 | AAJN18               | La guerra del sale                                    | Mine Struggle                                                    | 30 maggio 2016   | 26 luglio 2016  |
| 19 | AAJN19               | Garfield e i suoi amici                               | Garfield and Friends                                             | 6 giugno 2016    | 27 luglio 2016  |
| 20 | AAJN20               | L'accompagnatore perfetto                             | Gifted Me Liberty                                                | 13 giugno 2016   | 28 luglio 2016  |
| 21 | AAJN21               | Padre & figlio                                        | Next of Pin                                                      | 20 giugno 2016   | 11 ottobre 2017 |
| 22 | AAJN22               | Deejay per una notte                                  | Standard Deviation                                               | 27 giugno 2016   | 18 ottobre 2017 |

## Le radici di Stan
Stan decide di protestare per il taglio di un albero che considera suo padre. Steve accortosi di aver smesso di crescere, pensa di ricorrere alla chirurgia.

## Le avventure acquatiche di Steve Smith
Steve si iscrive alla squadra di pallanuoto della scuola per fare colpo sulle ragazze. Intanto Stan e Roger comprano una barca.

## Il sorriso di Hayley
Dopo essere stata ipnotizzata da Roger, Hayley torna mentalmente a quando aveva sei anni.

## N.S.A. Vs. CIA
Steve va alla CIA con Stan, ma viene umiliato da suo padre. Hailey decide di smettere di essere vegetariana e mangiare solo carne per un giorno.

## Come Keanu Reeves in Point Break
Stan va sotto copertura come surfista. Roger decide di voler ospitare i mondiali di calcio nel giardino di casa.

## Il bacio del secolo
Stan porta Francine a una partita di baseball per il suo compleanno, ma si deprime dopo un bacio orribile davanti alla kiss cam. 

## Il calendario della CIA
Quando a Stan viene chiesto di lavorare al calendario della CIA, Hailey decide di distruggerlo. Nel mentre, Roger ottiene una Discovery Card e finge la sua morte per non pagare i debiti.

## Mister Deliver
Roger viene assunto come insegnante nella scuola di Steve e viene assegnato a una classe di ragazzi problematici. Intanto Stan e Francine visitano una casa di riposo in cui Stan decide di restare. 

## Giornalista per caso
Francine viene assunta al telegiornale per affiancare Greg. Roger diventa ossessionato da un uomo visto in un gioco da tavolo.

## I duecento
In un mondo post-apocalittico Stan va in giro per Langley Falls alla ricerca della sua famiglia. 

## I non inclusi
Steve e Snot alterano il loro futuro organizzando una festa per ragazzi emarginati. Intanto Roger se la prende con un cameriere quando non gli fa i complimenti per il suo ordine. 

## La moglie del dentista
Roger perde la sua identità dopo essere stato affascinato dalla moglie del dentista. Intanto Klaus organizza una festa per Stan e gli altri quando non riescono più a muoversi dopo un allenamento. 

## Il gioco delle vedove
Quando Stan è in missione, Francine e Roger fingono di essere delle vedove. Steve e i suoi amici organizzano un torneo di wrestling con il preside Lewis. 

## La galassia immaginaria
Francine si unisce a Steve in un gioco di ruolo. Intanto Stan apre un acquario in casa.

## Daesong Industria Pesante
Stan perde la fede nella religione dopo che Steve gli fa notare le incoerenze della Bibbia. Decide di portare così la sua famiglia in Corea, dove si parla di una nuova Arca di Noè.

## Daesong Industria Pesante: Ritorno all'innocenza
Stan e Francine perdono la memoria dopo essersi ritrovati in un'isola disabitata. Jeff e Hailey vengono soccorsi dalla marina, mentre Steve e Roger restano in mare aperto a bordo di una scialuppa.

## Cambio-mano melograno: La ballata di Billy Jesusworth
Francine convince Stan a far giocare Roger a basket con lui. Intanto Steve resta bloccato in un armadietto a scuola. 

## La guerra del sale
Stan trova un giacimento di sale in giardino. Si scopre però che il giardino della casa appartiene a Steve.

## Garfield e i suoi amici
Stan riporta il presidente Garfield in vita per insegnare storia a Hailey. Steve si unisce al giornalino della scuola.

## L'accompagnatore perfetto
Stan va in missione per scoprire chi non ha portato il regalo alla festa di Natale della CIA. Steve finge di essere il fidanzato di varie ragazze della scuola.

## Padre & figlio
Stan e Steve si iscrivono ad un torneo di bowling di coppia. 
Intanto Klaus organizza una competizione tra Roger e Hailey per scoprire chi ha meno attenzione tra i due.

## Deejay per una notte
Per evitare una missione suicida Stan sfida Bullock a una battaglia tra DJ. Jeff intanto cerca uno strumento musicale immaginario che ha sognato.